# Chlmec
Chlmec és un poble i municipi d'Eslovàquia. Es troba a la regió de Prešov, al nord del país.

## Història
La primera referència escrita de la vila data del 1451.

## Demografia
| Godina             | 1994 | 2004   | 2014   | 2024   |
| ------------------ | ---- | ------ | ------ | ------ |
| Nombre de persones | 545  | 564    | 568    | 589    |
| Diferència         |      | +3,48% | +0,70% | +3,69% |

| Godina             | 2023 | 2024   |
| ------------------ | ---- | ------ |
| Nombre de persones | 584  | 589    |
| Diferència         |      | +0,85% |